# Museu de les Confluències
El Museu de les Confluències (en francès Musée des Confluences) és un museu que es troba a la ciutat de Lió, regió Alvèrnia-Roine-Alps, França. Va ser inaugurat a la darreria de l'any 2014 i constitueix una de les icones de la renovació de la ciutat a començaments del segle XXI. Està ubicat en un edifici singular de nova planta que està situat al punt on conflueixen els rius Roine i Saona, una ubicació privilegiada que explica en part el nom que rep aquest museu. També s'explica perquè aspira a ser un museu on conflueixin coneixements de diverses disciplines de l'àmbit de les ciències naturals, les ciències humanes i la tecnologia.
Des de 2011 està reconegut com a “Museu de França”

## Història de les col·leccions
Les col·leccions del Museu de les Confluències són, principalment, el resultat de la integració dels fons de dos museus extingits: l'antic museu d'història natural de Lió i l'antic Museu Guimet de Lió, centrat en les cultures orientals igual que el seu homòleg de París.
Paral·lelament el Museu gestiona també l'anomenat CCEC, Centre de Conservació i d'Estudi de les Col·leccions.
Els fons dels museu superen els 2 milions d'objectes inventariats

## Edifici
El projecte es deu a l'agència d'arquitectura austríaca Coop Himmel(b)lau. És un típic exemple d'arquitectura icònica que adopta la forma d'un núvol enlairat damunt pilars. Vidre, metall i formigó són els components principals de la seva estructura.

## Exposicions
Les sales d'exposició permanent es troben a la segona planta de l'edifici. Són quatre sales diferents, cada una d'elles dedicada a una temàtica especifica. La prjmera, als relats sobre l'origen del món, tant el relat científic com els relats mítics de diverses civilitzacions no occidentals. La segona sala està dedicada les especies i s'hi qüestiona la identitat de l'espècie humana enmig de moltes altres espècies animals. La tercera sala tracta de les formes organització social. Per acabar, la quarta sala de l'exposició permanent està dedicada a les creences relacionades amb la mort i el més enllà.
Els objectes que articulen aquests discursos són majoritàriament de cultures no occidentals 
A la prjmera planta de l'edifici hi ha les sales destinades a acollir les exposicions temporals. També són quatre sales que permeten una programació bastant dinàmica i flexible per ampliar i diversificar l'oferta expositiva del museu i assolir l'objectiu últim de propiciar la confluència de coneixements 